# 9197 Endo
9197 Endo (1992 WH8) là một tiểu hành tinh vành đai chính được phát hiện ngày 24 tháng 11 năm 1992 bởi M. Hirasawa và S. Suzuki ở Nyukasa.